# 心理的リアクタンス
心理的リアクタンス（英: psychological reactance）とは、「抵抗・反発」を意味するリアクタンスという語を心理学に適用した概念であり、「人が自由を制限（剥奪・侵害）された際に、それに抗おうとする性質」を指す。
1966年にアメリカの心理学者ジャック・ブレーム（Jack Brehm）によって提唱された。